# Portulaca conzattii
Portulaca conzattii är en portlakväxtart som beskrevs av Percy Wilson. Portulaca conzattii ingår i släktet portlaker, och familjen portlakväxter. Inga underarter finns listade i Catalogue of Life.